# Dactylolabis subdilatata
Dactylolabis subdilatata är en tvåvingeart som beskrevs av Jaroslav Stary 1969. Dactylolabis subdilatata ingår i släktet Dactylolabis och familjen småharkrankar. Inga underarter finns listade i Catalogue of Life.